# Белін (село)
Белін (словац. Belín) — село, громада в окрузі Рімавска Собота, Банськобистрицький край, Словаччина. Кадастрова площа громади — 4,2 км². Населення — 197 осіб (за оцінкою на 31 грудня 2017 р.).
Знаходиться за ~9 км на південний схід від адмінцентра округу міста Рімавска Собота.
Перша згадка 1349 року.

## Географія
Протікає Белінський потік.

## Населення
| Рік:            | 1994. | 2004.   | 2014.    | 2024.    |
| --------------- | ----- | ------- | -------- | -------- |
| Кількість осіб: | 161   | 158     | 197      | 176      |
| Різниця:        |       | -1,86 % | +24,68 % | -10,65 % |

| Рік:            | 2023. | 2024.   |
| --------------- | ----- | ------- |
| Кількість осіб: | 185   | 176     |
| Різниця:        |       | -4,86 % |

## Транспорт
Автошлях 2771 (Cesty III. triedy).